# Familjen Whitney
Familjen Whitney är en amerikansk familj som är känd för sina affärsföretag och filantropi. Den grundades av John Whitney (1592–1673), som 1635 kom från London, England till Watertown, Massachusetts. Den historiska familjeherrgården i Watertown, känd som The Elms, byggdes för familjen 1710.
Från och med William Collins Whitney (1841–1904)  var medlemmar av familjen Whitney under mer än ett sekel stora aktörer inom fullblodsavel och galoppsport.

## Framstående ättlingar till John Whitney
- Amos Whitney (1832–1920)
- Anne Whitney (1821–1915)
- Antony Whitney
- Asa Whitney (1797–1872)
- Benson Whitney (född 1956)
- Charlotte Anita Whitney (1867–1955)
- Charles Andrew Whitney (1834–1912)
- Cornelius Vanderbilt Whitney (1899–1992)
- Courtney Whitney (1897–1969)
- Dorothy Payne Whitney (1887–1968)
- Edward Baldwin Whitney (1857–1911)
- Eli Whitney (1765–1825)
- Eli Whitney Debevoise II (född 1953)
- Flora Payne Whitney (1897–1986)
  - Whitney Tower (1923–1999)
  - Flora Miller Biddle (född 1928)
- Harry Payne Whitney (1872–1930)
- Hassler Whitney (1907–1989)
- Henry Melville Whitney (1839–1923)
- James Scollay Whitney (1811–1878)
- Joan Whitney Payson (1903–1975)
- John Hay Whitney (1905–1982)
- Josephine Whitney Duveneck (1891–1978)
- Josiah Dwight Whitney (1819–1896)
- Mary Watson Whitney (1847–1921)
- Newel Kimball Whitney (1795–1850)
- Orson F. Whitney (1855–1931)
- Parkhurst Whitney (1784–1862)
- Pauline Payne Whitney (1874–1916)
  - Olive, Lady Baillie Olive Cecilia Paget, (1899–1974)
  - Dorothy Wyndham Paget (1905–1960), brittisk hästägare och sponsor av motorsport
- Payne Whitney (1876–1927)
- Phyllis Ayame Whitney (1903–2008)
- Wheelock Whitney I (1894–1957)
- Wheelock Whitney, Jr. (1926–2016)
- Wheelock Whitney III (född 1949)
- William Collins Whitney (1841–1904)
- William Dwight Whitney (1827–1894)
- Willis Rodney Whitney (1868–1958)

Ingifta: 

- Mary Elizabeth Altemus (1906–1988)
- Charles T. Barney (1851–1907)
- Kathleen Blatz (född 1954)
- Betsey Cushing (1908–1998)
- Henry F. Dimock (1842–1911)
- Leonard Knight Elmhirst (1893–1974)
- Helen Julia Hay (1876–1944)
- Almeric Hugh Paget, 1:e baron Queenborough (1861–1949), brittisk industrialist och politiker
- Marie Louise Schroeder (1925–2019)
- Willard Dickerman Straight (1880–1918)
  - Whitney Willard Straight (1912–1979)
  - Beatrice Whitney Straight (1914–2001)
  - Michael Whitney Straight (1916–2004)
- Adeline Dutton Train (1824–1906)
- Gertrude Vanderbilt  (1875–1942)
- George W. Headley (1908–1985)